# Cernobbio
Cernobbio – miejscowość i gmina we Włoszech, w regionie Lombardia, w prowincji Como.
Według danych na rok 2004 gminę zamieszkiwało 6636 osób, 603,3 os./km².